# 2006 QH181
2006 QH181 ist ein großes transneptunisches Objekt, welches bahndynamisch als Resonantes KBO (3:10–Resonanz) oder auch Scattered Disk Object/Zentaur und allgemeiner als «Distant Object» eingestuft wird. Aufgrund seiner Größe ist der Asteroid ein Zwergplanetenkandidat.

## Entdeckung
2006 QH181 wurde am 21. August 2006 von einem Astronomenteam am Cerro Tololo-Observatorium (Chile) entdeckt. Die Entdeckung wurde am 27. November 2006 bekanntgegeben.
Der Beobachtungsbogen des Asteroiden beginnt mit der offiziellen Entdeckungsbeobachtung im August 2006. Im April 2017 lagen insgesamt lediglich 15 Beobachtungen über drei Oppositionen über einen Zeitraum von 8 Jahren vor. Die bisher letzte Beobachtung wurde im November 2013 am Lowell-Observatorium durchgeführt.

## Eigenschaften

### Umlaufbahn
2006 QH181 umkreist die Sonne in 548,00 Jahren auf einer stark elliptischen Umlaufbahn zwischen 37,40 AE und 96,53 AE Abstand zu deren Zentrum. Die Bahnexzentrizität beträgt 0,441, die Bahn ist 19,22° gegenüber der Ekliptik geneigt. Derzeit ist der Planetoid 84,04 AE von der Sonne bzw. 83,64 AE von der Erde entfernt. Das Perihel durchlief er das letzte Mal 1859, der nächste Periheldurchlauf dürfte also im Jahre 2407 erfolgen. (Stand 4. Februar 2019)
Aufgrund der unzureichenden Anzahl von Beobachtungen sind die Bahnelemente und die Einordnung von 2006 QH181 derzeit noch unsicher. Marc Buie (DES) stuft den Planetoiden als RKBO (3:10-Resonanz mit Neptun) ein; das Minor Planet Center führt ihn dagegen als SDO/Zentaur oder allgemein als «Distant Object».

### Größe
Derzeit wird von einem Durchmesser von etwa 536 km ausgegangen, basierend auf einem Rückstrahlvermögen von 8 % und einer absoluten Helligkeit von 4,7 m; dies ist allerdings mit einigen Unsicherheiten behaftet, da aufgrund der noch unbekannten Albedo die Einschätzungen von 460 bis 1030 km reichen. Die scheinbare Helligkeit von 2006 QH181 beträgt 23,65 m.
Da anzunehmen ist, dass sich 2006 QH181 aufgrund seiner Größe im hydrostatischen Gleichgewicht befindet und somit weitgehend rund sein muss, sollte er die Kriterien für eine Einstufung als Zwergplanet erfüllen. Mike Brown geht davon aus, dass es sich bei 2006 QH181 um wahrscheinlich einen Zwergplaneten handelt.
| Jahr                                         | Abmessungen km | Quelle   |
| -------------------------------------------- | -------------- | -------- |
| 2010                                         | 730,0          | Tancredi |
| 2018                                         | 612,0          | Johnston |
| 2018                                         | 536,0          | Brown    |
| Die präziseste Bestimmung ist fett markiert. |                |          |